# Onderscheidingen in de Geconfedereerde Staten van Amerika
De Zuidelijke staten, de zogenaamde Geconfedereerde Staten van Amerika, die in het midden van de 19e eeuw getracht hebben zich van de Verenigde Staten af te scheiden hebben onderscheidingen ingesteld.
- Het Zuidelijk Erekruis (Southern Cross of Honor) 1862